# Alorino Machado de Lucena
Alorino Machado de Lucena (São Francisco de Paula (Rio Grande do Sul), ? — ?) foi um funcionário público e político brasileiro.

## História
Era filho de Ponciano José Machado e Carolina Batista de Lucena. Sua vida é mal conhecida. Foi estafeta dos Correios, coletor estadual, sub-delegado de polícia do 1º Distrito da vila de Caxias do Sul, membro da maçonaria e filiado ao Partido Republicano Rio-Grandense. Foi vice-intendente na gestão de Antônio Xavier da Luz (1892-1894). Quando seu sucessor, o intendente José Domingues de Almeida, renunciou em 1895, foi indicado pelo Governo do Estado do Rio Grande do Sul para assumir a Intendência, governando por um brevíssimo período, de 15 de setembro a 11 de outubro de 1895. Demitiu-se alegando que sua origem brasileira não era bem aceita pela população da vila, maciçamente italiana, mas também parece ter-se envolvido em desavenças políticas, atuando em um período turbulento da história local.